# Organizacja wojenna polskiej brygady kawalerii w 1939
Organizacja wojenna polskiej brygady kawalerii w 1939
1 lutego 1939 zostało rozwiązane Dowództwo Dywizji Kawalerii, a podporządkowane mu dotychczas pułki (1 pszwol i 1 psk) weszły w skład Mazowieckiej Brygady Kawalerii.
W drugiej dekadzie marca 1939 kawaleria na stopie pokojowej zorganizowana była w 12 brygad, w tym: jedną dwupułkową, siedem trzypułkowych, trzy czteropułkowe i jedną pięciopułkową, przy czym najmniejsza z nich była brygadą pancerno-motorową. Plan mobilizacyjny nie przewidywał wystawienia dodatkowych jednostek kawalerii.
| OK Nr | Nazwa wielkiej jednostki       | pułki kawalerii                       | dak | szw. łącz | szw pion | Dowódca brygady                       |
| ----- | ------------------------------ | ------------------------------------- | --- | --------- | -------- | ------------------------------------- |
| I     | Mazowiecka Brygada Kawalerii   | 1 pszwol, 7 puł, 11 puł, 1 psk, 4 psk | 1   | 1         | 2        | płk dypl. Jan Karcz                   |
| II    | Wołyńska Brygada Kawalerii     | 19 puł, 21 puł, 2 psk                 | 2   | 4         | 8        | gen. bryg. Adam Korytowski            |
| III   | Wileńska Brygada Kawalerii     | 4 puł, 13 puł, 23 puł                 | 3   | 3         | 7        | gen. bryg. Rudolf Dreszer             |
| III   | Suwalska Brygada Kawalerii     | 3 pszwol, 1 puł, 2 puł                | 4   | 11        | 11       | gen. bryg. Zygmunt Podhorski          |
| III   | Podlaska Brygada Kawalerii     | 5 puł, 10 puł, 9 psk                  | 14  | 10        | 1        | gen. bryg. Ludwik Kmicic-Skrzyński    |
| V     | Krakowska Brygada Kawalerii    | 3 puł, 8 puł, 5 psk                   | 5   | 5         | 5        | gen. bryg. Zygmunt Piasecki           |
| VI    | Kresowa Brygada Kawalerii      | 12 puł, 20 puł, 22 puł, 6 psk         | 13  | 2         | 4        | gen. bryg. Marian Przewłocki          |
| VI    | Podolska Brygada Kawalerii     | 6 puł, 9 puł, 14 puł                  | 6   | 6         | 6        | gen. bryg. Juliusz Kleeberg           |
| VII   | Wielkopolska Brygada Kawalerii | 15 puł, 17 puł, 7 psk                 | 7   | 7         | 3        | gen. bryg. Roman Abraham              |
| VIII  | Pomorska Brygada Kawalerii     | 2 pszw, 16 puł, 18 puł, 8 psk         | 11  | 8         | 10       | gen. bryg. Stanisław Grzmot-Skotnicki |
| IX    | Nowogródzka Brygada Kawalerii  | 25 puł, 26 puł, 27 puł, 3 psk         | 9   | 9         | 9        | gen. bryg. Władysław Anders           |
| X     | 10 Brygada Kawalerii           | 24 puł, 10 psk                        |     | b.n.      |          | płk dypl. Stanisław Maczek            |

23 marca 1939 po południu szef Sztabu Głównego, generał brygady Wacław Stachiewicz zarządził mobilizację alarmową jednostek Nowogródzkiej Brygady Kawalerii stacjonujących na terenie Okręgu Korpusu Nr IX. Nie był mobilizowany 3 Pułk Strzelców Konnych w Wołkowysku na obszarze Okręgu Korpusu Nr III. Po zakończeniu mobilizacji brygada została przetransportowana w rejon Sierpca. W kwietniu dowódcy brygady został podporządkowany 4 Pułk Strzelców Konnych z Płocka. Nowogródzka BK była pierwszą wielką jednostką kawalerii, która przeszła na organizację wojenną.
Omawiając organizację kawalerii należy nadmienić, że wprawdzie etat brygady przewdywał batalion strzelców, jednakże poza nielicznymi wyjątkami zmobilizowane bataliony strzelców nie weszły w skład brygad kawalerii.

## Brygada Kawalerii na stopie wojennej
- Kwatera główna brygady kawalerii
  - dowództwo
  - sztab
  - szwadron sztabowy
  - pluton łączności kwatery głównej (stacyjny)
  - samodzielny pluton karabinów maszynowych
  - pluton konny żandarmerii
  - sąd polowy
  - poczta polowa
- 1 pułk kawalerii
- 2 pułk kawalerii
- 3 pułk kawalerii
- 4 pułk kawalerii
- artyleria brygady
  - dywizjon artylerii konnej (trzy lub czterobateryjny)
  - bateria motorowa artylerii przeciwlotniczej 40 mm typu B
- dywizjon pancerny
- batalion strzelców
- szwadron kolarzy
- szwadron pionierów
- pluton sanitarny typ I (w brygadzie czteropułkowej typ II)
- park intendentury typ II
- drużyna parkowa uzbrojenia
- tabory
  - warsztat taborowy (parokonny lub jednokonny)
  - 1 dowództwo grupy marszowej służb
  - 2 dowództwo grupy marszowej służb
  - 1 kolumna taborowa kawaleryjska
  - 2 kolumna taborowa kawaleryjska
  - 3 kolumna taborowa kawaleryjska
  - 4 kolumna taborowa kawaleryjska
  - 5 kolumna taborowa kawaleryjska
  - 6 kolumna taborowa kawaleryjska

## Organizacja dowództwa i sztabu brygady kawalerii
Dowództwo
- dowódca brygady
- zastępca dowódcy (na stopie pokojowej w brygadach czteropułkowych)
- szef służby sprawiedliwości
- szef służby duszpasterskiej

Sztab
- szef sztabu
  - oficer operacyjny
  - oficer informacyjny
  - dowódca łączności
  - kwatermistrz
    - oficer transportu
    - oficer służby uzbrojenia
    - oficer intendentury
    - naczelny lekarz
    - naczelny lekarz weterynarii
    - dowódca taborów
    - komendant kwatery głównej

## Organizacja wojenna pułku kawalerii
- poczet dowódcy pułku
- 1 szwadron liniowy
- 2 szwadron liniowy
- 3 szwadron liniowy
- 4 szwadron liniowy
- szwadron ckm a. 3 plutony a. 4 ckm
- pluton przeciwpancerny
- pluton kolarzy (w pułkach Wielkopolskiej i Pomorskiej BK - szwadrony kolarzy)
- pluton łączności
- drużyna pionierów
- kwatermistrzostwo
- szwadron gospodarczy

Poczet dowódcy pułku
- dowódca pułku
- zastępca dowódcy pułku
- adiutant
- oficer informacyjny
- 2 obserwatorów, trębacz, pisarz, 4 żandarmów, 2 kierowców, 4 luzaków
- samochód osobowy, motocykl

Szwadron liniowy:
- dowódca szwadronu - rotmistrz
- poczet dowódcy szwadronu
  - trębacz, pisarz, znaczkowy, 4 obserwatorów, luzak dowódcy szwadronu
- sekcja rkm
  - 5 żołnierzy, rkm, 5 koni wierzchowych, 1 koń juczny
- 1 pluton liniowy
  - dowódca plutonu (oficer)
  - zastępca dowódcy plutonu
  - luzak
  - 1 sekcja á 6 żołnierzy i 6 koni wierzchowych
  - 2 sekcja á 6 żołnierzy i 6 koni wierzchowych
  - 3 sekcja á 6 żołnierzy i 6 koni wierzchowych
  - sekcja rkm á 5 żołnierzy i 5 koni wierzchowych, koń juczny
  - Razem w plutonie: 1 oficer, 25 podoficerów i szeregowych, 27 koni w tym 1 juczny, 1 rkm, 1 karabin ppanc
- 2 pluton liniowy (jak wyżej)
- 3 pluton liniowy (jak wyżej)
- drużyna gospodarcza
  - szef szwadronu
  - podoficer sanitariusz med.
  - podoficer weterynarii
  - tabor bojowy
    - podoficerowie: gospodarczy, broni, furażowy
    - obsługa kuchni polowej - 2 kucharzy
    - 2 wozy z furażem, wóz amunicyjny, wóz przykuchenny

  - tabor bagażowy
    - pisarz, podkuwacz, szewc, krawiec, ordynans
    - wóz kancelaryjno bagażowy, wóz warsztatowy

  - razem drużyna gosp szw: 21 żołnierzy, 3 koni wierzchowych, 14 koni taborowych, 6 wozów taborowych, kuchnia polowa,

Razem szwadron: 4 oficerów, 109 podoficerów i szeregowych, 113 koni, 4 rkm, 3 karabiny ppanc Ur 35, Należy zaznaczyć, że do walki spieszało się tylko 68 żołnierzy szwadronu. Spieszony szwadron kawalerii odpowiadał więc wielkością plutonowi piechoty, a spieszony pułk kawalerii odpowiadał zaledwie wzmocnionej kompanii piechoty.
Szwadron ckm
- 3 plutony á 4 ckm

Pluton armat ppanc
- 4 armaty ppanc 37 mm

Pluton cyklistów
- 4 sekcje

Pluton łączności
- 4 patrole telefoniczne
- 2 radiostacje
- patrol łączności z lotnikiem

Drużyna pionierów

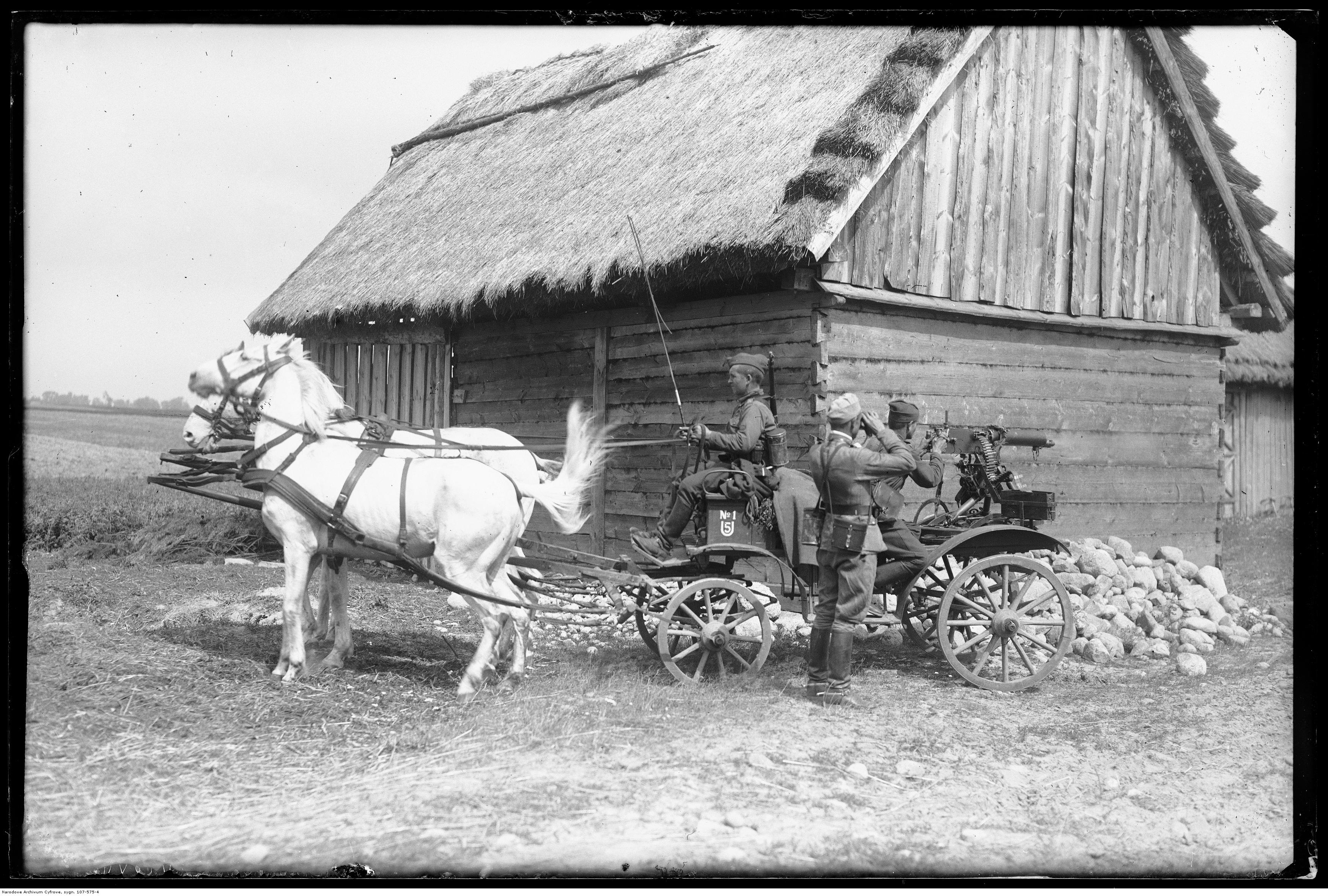
Taczanka ckm

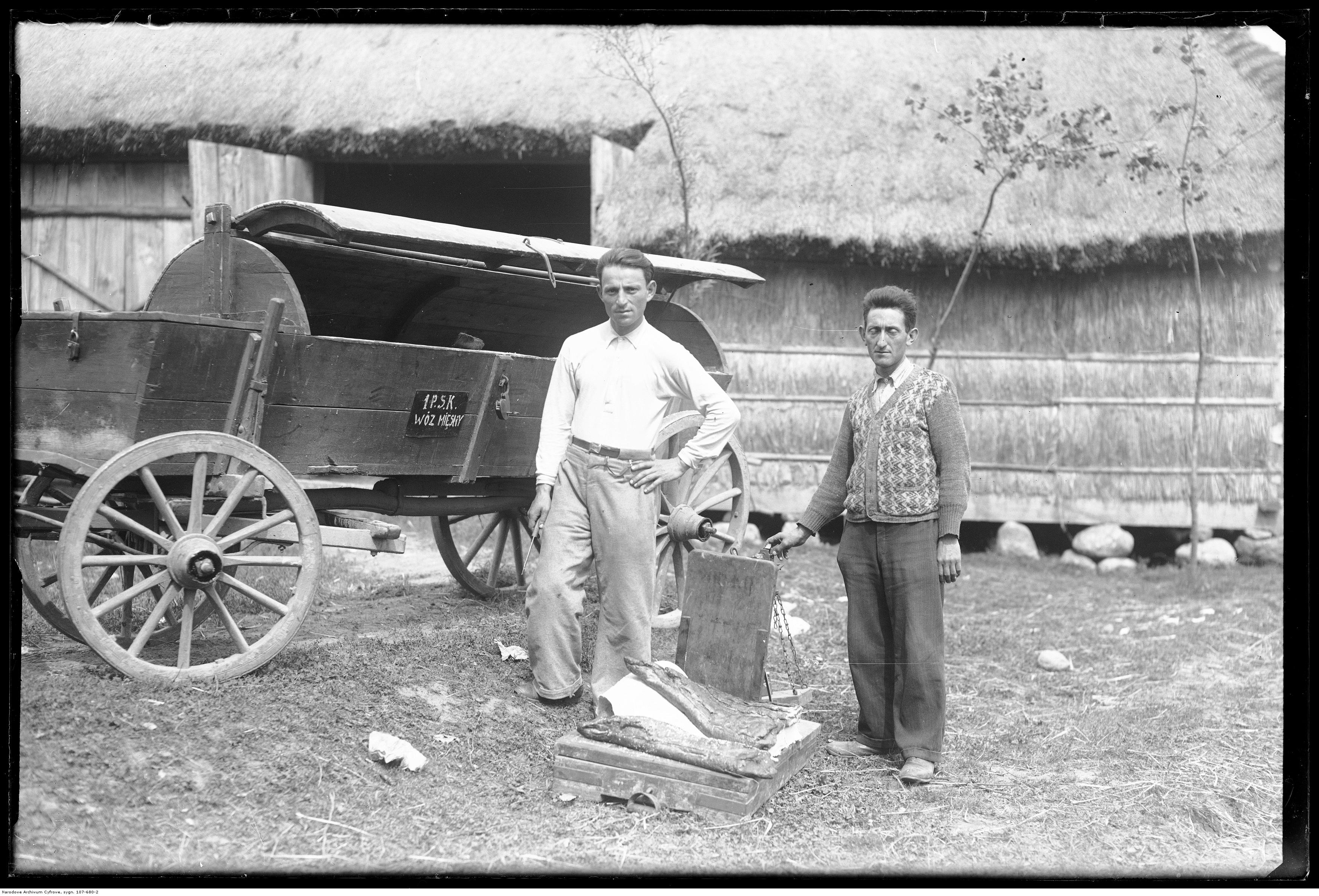
Wóz mięsny oddziału

- 13 żołnierzy, 16 koni (10 wierzchowych, 5 taborowych, 1 juczny), wóz taborowy, taczanka pionierska

Kwatermistrzostwo
- kwatermistrz, lekarz, lekarz weterynarii, oficerowie: gospodarczy, broni, płatnik, żywnościowy, kapelan

Szwadron gospodarczy
- tabor bojowy
- tabor bagażowy
- tabor żywnościowy - 2 sekcje po 16 wozów

## Organizacja wojenna brygadowego szwadronu łączności
- dowódca szwadronu łączności
  - pluton łączności kwatery głównej (stacyjny)
    - 1 patrol telegraficzny
    - 2 patrole telefoniczne na taczankach
    - 3 patrole łączności z lotnikiem (2 konne, 1 motocyklowy)
    - patrol motorowy (2 łaziki, 2 motocykle)

  - pluton radio
  - pluton telefoniczny

## Stan liczebny i uzbrojenie etatowe
W nawiasach podano stany liczebne i uzbrojenie brygady czteropułkowej.
- oficerowie: 232 (373)
- szeregowi i podoficerowie: 5911 (6911)
- konie: 5194 (6291)
- samochody: 65 (66)
- ręczne karabiny maszynowe] wz. 1928: 89 (107)
- lekkie karabiny maszynowe wz. 1908/1915 i 1908/1918: 10 (12)
- ciężkie karabiny maszynowe wz. 1930: 52 (64)
- 7,92 mm karabiny przeciwpancerne wz. 1935: 51 (64)
- 46 mm granatniki wz. 1930 i wz. 1936: 9 (9)
- 81 mm moździerze wz. 1931: 2 (2)
- 75 mm armaty wz. 1902/1926: 12 (16)
- 40 mm armaty przeciwlotnicze wz. 1936: 2 (2)
- 37 mm armaty przeciwpancerne wz. 1936: 14 (18)
- samochody pancerne wz. 1934 (wz. 1929): 8
- czołgi rozpoznawcze TKS lub TK-3: 13